# Mate. Feed. Kill. Repeat.
Mate. Feed. Kill. Repeat. är Slipknots första demoalbum, utgivet 1996. Denna demo fick en agent att arbeta hårt för att få sin arbetsgivare, Roadrunner Records, att erbjuda Slipknot kontrakt. 
Albumet gjordes precis i början av Slipknots karriär och innehåller en del udda låtar. Det är en salig blandning mellan tunga hårdrocksriff och jazz. Det gjordes endast 1000 kopior av albumet och det är nu värdefullt att äga ett äkta exemplar. Ett exemplar såldes 2007 för 760 $ på eBay. 
Idén med masker kom till när Shawn en dag kom till repningen med en clownmask som han alltid skulle ha på sig vid repningen av låten "Tattered and Torn". Andra gillade idén och började göra samma sak.

## Låtlista
1. "Slipknot" - 6:55
2. "Gently" - 5:16
3. "Do Nothing/Bitchslap" - 4:19
4. "Only One" - 2:34
5. "Tattered and Torn" - 2:36
6. "Confessions" - 5:05
7. "Some Feel" - 3:36
8. "Killers Are Quiet" ("Dogfish Rising" som gömd spår) - 20:42